# 小行星1547
小行星1547（1547 Nele）是一颗围绕太阳公转的小行星。1929年2月12日，保羅·布儒瓦（Paul Bourgeois）在于克勒发现了此天体。
該小行星以德國傳說人物搗蛋鬼提爾的妻子妮兒（Nele）命名。
这颗小行星的绝对星等为155.0608672763854等。